# Zieluń-Osada
Zieluń-Osada – osada w Polsce położona w województwie mazowieckim, w powiecie żuromińskim, w gminie Lubowidz. Ma status sołectwa.